# Svartvit blomsterpickare
Svartvit blomsterpickare (Dicaeum bicolor) är en fågel i familjen blomsterpickare inom ordningen tättingar.

## Utseende och läte
Svartvit blomsterpickare är en liten och knubbig tätting. Hanen har blåglänsande svart ovansida och vitaktig undersida med ljusgrå anstrykning på sidorna. Honan är också vitaktig undertill, men ovansidan är brun, med olivgrönt inslag i vingen och grått på huvudet. Arten liknar gulkronad blomsterpickare, men saknar den färgglada fläcken på hjässan och honan är mer vitaktig än gulaktig undertill. Jämfört med vitbukig blomsterpickare har den kraftigare näbb. Bland lätena hörs raspiga "juk!" och ljusa, metalliska "chink!".

## Utbredning och systematik
Svartvit blomsterpickare delas in i tre underarter med följande utbredning:
- Dicaeum bicolor inexpectatum – förekommer i norra Filippinerna (Luzon, Mindoro och Catanduanes)
- Dicaeum bicolor viridissimum – förekommer i centrala Filippinerna (Negros och Guimaras)
- Dicaeum bicolor bicolor – förekommer i södra Filippinerna (Bohol, Leyte, Dinagat, Mindanao och Samar)

## Status och hot
Arten har ett stort utbredningsområde, men tros minska i antal, dock inte tillräckligt kraftigt för att den ska betraktas som hotad. Internationella naturvårdsunionen IUCN listar arten som livskraftig (LC).